# Joinville Pomare
Ne doit pas être confondu avec Teriʻitua Tuavira Pōmare.
Succession
Prétendant au trône de Tahiti
Depuis le 28 mai 2009
(15 ans, 11 mois et 14 jours)
Joinville Pōmare, né Joinville Johnston le 29 avril 1951 à Papeete, est un homme politique français. Il est l'un des descendants de la famille royale tahitienne et, à ce titre, s’est autoproclamé « roi de Tahiti et des îles » le 28 mai 2009 sous le nom d’Hinoiariki Pomare-a-tu ou de Pōmare XI.

## Biographie
Joinville Pōmare est le fils de Noëline Alva Teheiura Johnston (1919-2009), dont il a d'abord porté le nom, et, semble-t-il, le fils adoptif de De Gironde Marcel Ariʻipaea Teriʻimaroteaimarotetini Pōmare (1923-1981).
Le 28 mai 2009, Joinville Pōmare s'est autoproclamé roi de Tahiti sous le nom de Pōmare XI, ce qui a provoqué des réactions défavorables de la part des autres membres de la famille et de la population polynésienne. Il avait prévu de se faire sacrer le 9 septembre 2009 mais a dû renoncer face à l’opposition de la famille Pomare, notamment du prince Léopold Pōmare et sa nièce, la princesse Yvannah Pōmare, tous deux descendants de la reine Pōmare IV de Tahiti, qui ont interpellé à ce sujet Oscar Temaru, président de la Polynésie française et lui-même cousin de la famille royale.
Le 17 avril 2023, La Dépêche de Tahiti, quotidien polynésien, annonce que Joinville Pōmare a été investi nouveau monarque de Tahiti (principauté Pomare), en présence de Tuheitia Paki, roi des Maoris.